# Subrata Pal
Subrata Pal (Sodepur, 24 de dezembro de 1986), também grafado como Subrata Paul, é um ex-futebolista indiano que atuava como goleiro.
Considerado um dos melhores atletas de sua posição no país, recebeu o Prêmio Arjuna do governo indiano em 2016.

## Carreira
Revelado pela Tata Football Academy, Pal estreou profissionalmente em 2004, no Mohun Bagan. Em dezembro de 2004, na final da Copa da Federação, tornou-se conhecido ao ter se envolvido no lance que causou a morte do atacante Cristiano Júnior, que após marcar segundo gol de seu time na época, o Dempo, foi atingido no rosto e desmaiou no gramado, chegando a ser socorrido antes de ter sua morte confirmada. O goleiro chegou a ser suspenso por 3 meses pelo incidente, mas negou que tivesse intenção de agredir o brasileiro. Depois do caso, foi destacada a falta de instalações e profissionais médicos durante o jogo, fazendo a I-League a realizar mudanças significativas.
Jogou também por East Bengal (onde teve uma segunda passagem em 2021, também por empréstimo), Pune FC, Prayag United e  Rangdajied United antes de ser contratado pelo Vestsjælland em janeiro de 2014, em sua única experiência profissional fora do futebol indiano e sendo o quarto atleta do país a jogar na Europa, mas não chegou a disputar nenhuma partida pelo time dinamarquês. O goleiro ainda teve um período de testes no Vancouver Whitecaps no verão de 2010.
De volta a seu país, jogou por Mumbai City, Salgaocar, NorthEast United, DSK Shivajians, Jamshedpur e Hyderabad, sendo emprestado para East Bengal (2021) e Mohun Bagan (jogou uma partida pela Copa da AFC). Após um ano sem jogar, Pal anunciou sua aposentadoria em dezembro de 2023.

## Carreira na Seleção
Com passagem pelas seleções de base da Índia, o goleiro fez parte do elenco campeão da AFC Challenge Cup em 2008.
Pelos "Tigres Azuis", disputou a Copa da Ásia de 2011, não evitando a eliminação indiana ainda na fase de grupos. Conquistou ainda três edições da Copa Nehru (2007, 2009 e 2012) e venceu a Copa da SAFF de 2015. Escolhido como capitão da Seleção Indiana pelo técnico Stephen Constantine em março de 2015, encerrou sua carreira internacional em 2017, num amistoso contra São Cristóvão e Neves que terminou empatado em 1 a 1.

## Títulos
Seleção Indiana
- AFC Challenge Cup: 2008
- Copa da SAFF: 2015
- Copa Nehru: 2007, 2009, 2012
- Tri-Nation Series: 2017

### Individual
- Prêmio Arjuna: 2016[17][18]
- Jogador da temporada do East Bengal: 2008[19][20]